# Национальный музей истории Латвии
Национальный музей истории Латвии (латыш. Latvijas Nacionālais vēstures muzejs) — музей в Риге, экспозиция посвящена латвийской истории.

## История
Через год после создания в 1868 году Рижского латышского общества научная комиссия общества приступила к сбору материалов для латышского национального музея. Существовавшие до этого музеи имели про-германскую ориентацию. 1869 год считается годом основания музея.
Для создания первой экспозиции принимались археологические, этнографические, нумизматические коллекции, материалы по географии, ботанике и зоологии. Первую временную экспозицию этнографического характера удалось собрать уже в 1890 году.
Новый импульс развитию музея был дан в 1896 году, когда в преддверии Х Всероссийского археологического конгресса в Риге 10 этнографических экспедиций в разных районах Латвии собрали около 6 000 музейных экспонатов.
В 1903 году для музея было приобретено здание на улице Паулуччи (ныне — улица Меркеля). В 1905 году состоялось открытие музея.
В 1914 году на собранные общественностью средства было начато строительство специального музейного здания, строительство было прервано началом Первой мировой войны и впоследствии не окончено.
В 1920 году музей получил помещения в Рижском замке, а в 1924 году приобрёл статус государственного и стал называться Государственный исторический музей. К 1939 году в фондах музея насчитывалось 150 000 единиц хранения.
Во время неоднократной смены государственного статуса Латвии с 1940 по 1944 год музей продолжал работу. В 1944 году при отступлении немецко-фашистских войск ценные экспонаты были вывезены в Германию, но коллекцию удалось возвратить в Латвию практически полностью, благодаря усилиям сотруднице Этнографического отдела музея — Мерии Гринберги, сопровождавшей коллекции на пути в Германию.
В Советской Латвии музей несколько раз менял название — Центральный Государственный исторический музей Латвийской ССР (1944), Исторический музей Латвийской ССР (1956), Музей истории Латвии (1989).
В 1989 году коллекции музея имели 571 000 единиц хранения.
С 1 сентября 2005 года музей называется Национальный музей истории Латвии.

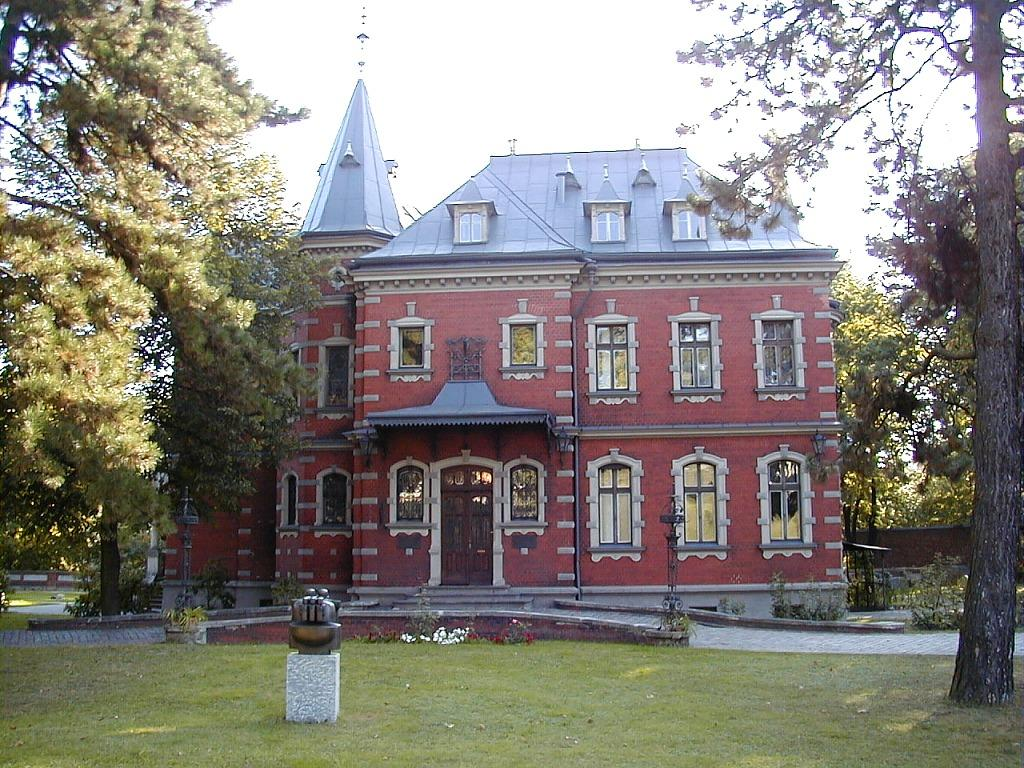
Музей культуры «Даудери»

В январе 2010 года к музею была присоединена бывшая летняя резиденция Президента Латвии Карлиса Улманиса (имение Адольфа фон Бингнера, впоследствии — музей культуры Латвии «Даудери»).
После пожара ночью на 20 июня 2013 года музей на территории Рижского замка был закрыт для посетителей.
В 2014 году экспозиция музея частично перенесена в новое здание — бульвар Бривибас, д. 32